# Hylasia lydia
Hylasia lydia là một loài bướm đêm trong họ Geometridae.